# Монастырь Превели
Монасты́рь Пре́вели (греч. Μονή Πρέβελη, полное название Священный Патриарший и Ставропигиальный монастырь Превели, Η Ιερά Σταυροπηγιακή και Πατριαρχική Μονή Πρέβελη) — ставропигиальный монастырь Константинопольской православной церкви, расположенный на южном побережье Крита в 37 километрах к югу от Ретимнона, в семи километрах к юго-востоку от деревни Плакьяс (Πλακιάς) в общине (диме) Айос-Василиос.
Он расположен на нескольких уровнях: нижняя часть, Като-Мони-Превели, посвящённая Иоанну Крестителю, закрыта и превращена в туристическую достопримечательность; верхняя часть, Писо-Мони-Превели, посвящённая Иоанну Богослову, остаётся действующим монастырём.

## История
Монастырь основан в XVI веке, когда Крит был частью Венецианской республики. Точная дата постройки неизвестна. На колокольне монастыря выгравирована дата 1594 год.
В 1649 году монастырь был практически разрушен турками. Во время оккупации монастырь служил убежищем для борцов за освобождения Греции. Во время Второй мировой войны монастырь Превели, под руководством игумена Агафангела (Лагувардоса), спас от пленения до 5 тысяч солдат союзников и переправил их на Ближний Восток, за что и был разрушен фашистами.

## Современное состояние
При монастыре существует небольшой музей, где экспонируются предметы церковной утвари, а также содержится небольшой зверинец. В музее монастыря сохранилось большое количество икон (около 100), которые в разные времена украшали собор и часовни.
Библиотека содержит около тысячи различных томов книг, некоторые старинные издания и рукописи, а также молитвы, музыкальные композиции византийских гимнов, и др.
От Ретимнона к монастырю ведёт дорога через ущелье Курталиотико. Ниже, к востоку, расположен пальмовый пляж Превели, сильно пострадавший от пожара 22 августа 2010 года.